# Locomotiva ČSD E 499.3
La locomotiva ČSD E 499.3 è una locomotiva elettrica a corrente continua a 3 kV, di rodiggio Bo' Bo', delle ferrovie statali della Cecoslovacchia costruita dalla Škoda. Dal (2013) le locomotive fanno parte del gruppo 163 e sono utilizzate in Repubblica Ceca e Slovacchia. Un gruppo di 9 unità è stato presente anche in Italia immatricolato come E.630.

## Storia
Le locomotive sono state concepite in base al progetto delle ES 499.1 (oggi gruppo 363) come locomotive mono-tensione atte solo al funzionamento a corrente continua, a 3 kV.
La necessità di sviluppare tale serie di locomotive venne avvertita nei primi anni ottanta del XX secolo allo scopo di sostituire le locomotive ČSD delle serie 140 e 141. La società Skoda che ne aveva elaborato il progetto in maniera modulare ebbe anche l'incarico di produrne le unità. Le locomotive vennero prodotte in base al sistema di alimentazione con differenze solo minime rispetto alle "sorelle" multitensione.

### Prima Serie
La prima serie, con la denominazione di fabbrica tipo 71E, fu prodotta dal 1984 al 1986 dalla Škoda nello stabilimento di Plzeň.
La prima parte della serie, realizzata tra settembre e dicembre 1984, era costituita da una ventina di macchine (cosiddette di pre-serie) che vennero immatricolate come E 499.3 001-020. Le restanti quaranta unità vennero prodotte e consegnate entro la fine del 1986 prendendo temporaneamente la classificazione di E.499.3 021-060. L'anno dopo la designazione originale, di serie E 499.3, venne cambiata in seguito al nuovo sistema di classificazione dei rotabili ČSD in 163,001-060.

### Seconda serie
Tra il 1991 e il 1992 la Škoda iniziò la produzione di una seconda serie di locomotive a denominazione di fabbrica, tipo 99 E. Rispetto alla prima serie le modifiche erano piuttosto ridotte, si trattava per lo più di modifiche, introdotte in seguito ai risultati dell'esercizio, della parte elettronica di potenza e di controllo per porre rimedio ad una serie di avarie riscontrate. Tuttavia anche a causa della mancanza di fondi disponibili le ferrovie statali non perfezionarono l'accordo di acquisto. Le locomotive rimasero accantonate per un lungo periodo alla stazione centrale di Pilsen. Infine, in seguito alla divisione territoriale dello stato e della spartizione delle ferrovie tra le ČD e le ZSR di tutta serie prodotta vennero acquisite in tutto soltanto 51 unità.
Le locomotive consegnate alle ferrovie ceche e alle ferrovie slovacche sono quelle corrispondenti al tipo Škoda 99 E1 e sono immatricolate come serie 163.061-111. Nove locomotive della seconda serie (appartenenti al tipo Škoda 99 E2 prodotto nel 1992 e già marcate come 163.112-120) sono state vendute nel 1995 alle Ferrovie Nord Milano.

### Le ricostruzioni

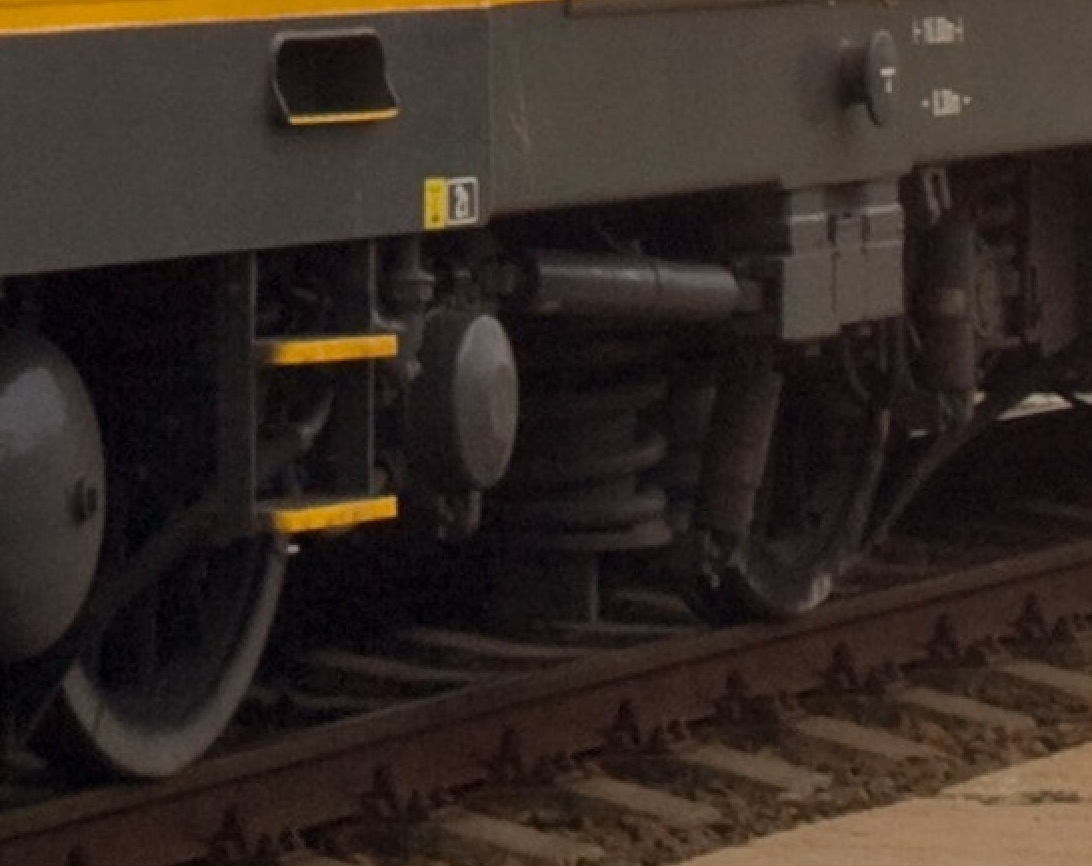
particolare del carrello di una locomotiva Skoda; in primo piano l'ammortizzatore aggiunto

Allo scopo di ovviare alla carenza di locomotive in grado di raggiungere i 140 km/h per l'effettuazione di treni espressi di qualità sia le ferrovie ceche che quelle slovacche hanno provveduto alla ricostruzione di un certo numero di unità che sono andate a costituire il sottogruppo ČD 163.2 e il sottogruppo ZSSK 163. Le locomotive trasformate erano le ČD 162 e ŽSR 162 alle quali sono stati cambiati i carrelli e il rapporto di trasmissione. Sono stati inoltre montati ammortizzatori per il contenimento delle sollecitazioni trasversali indotte dalla marcia alle velocità più elevate, nuovi pantografi ed è stato perfezionato il circuito di controllo di potenza delle locomotive. Infine su ciascuna unità è stato applicato il dispositivo di controllo della marcia del treno tipo LS 90. La consistenza di tale gruppo ha raggiunto le 36 unità.

### Il ritorno dall'Italia

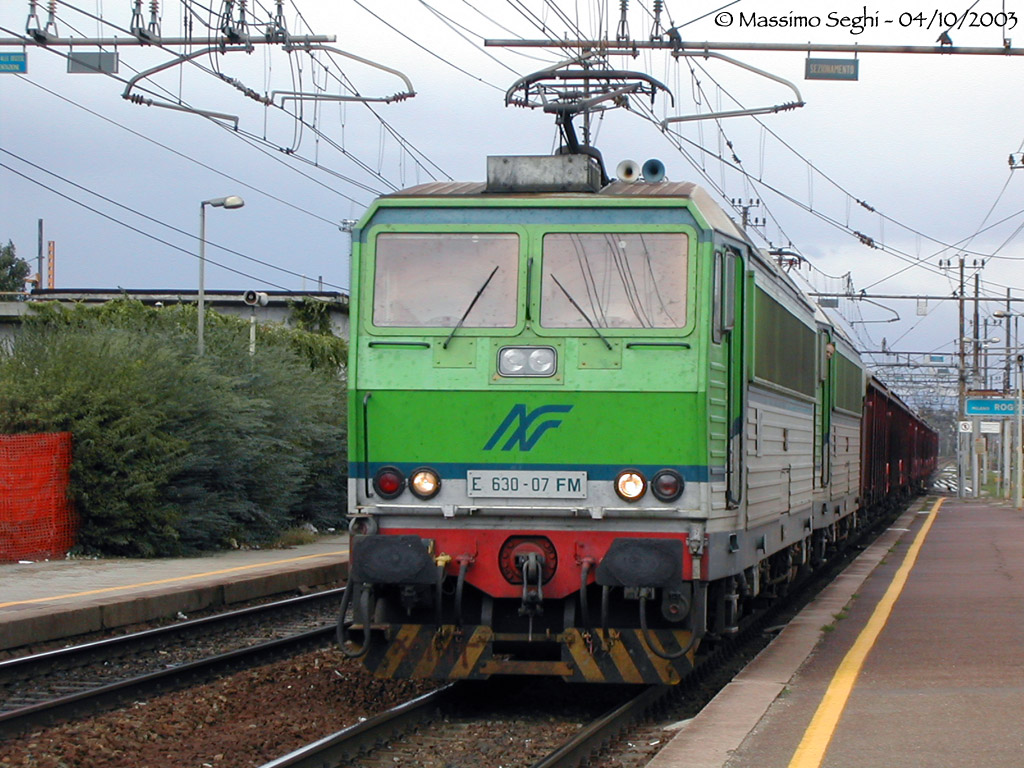
Locomotiva FNM E.630.07, nel 2013 CD 162

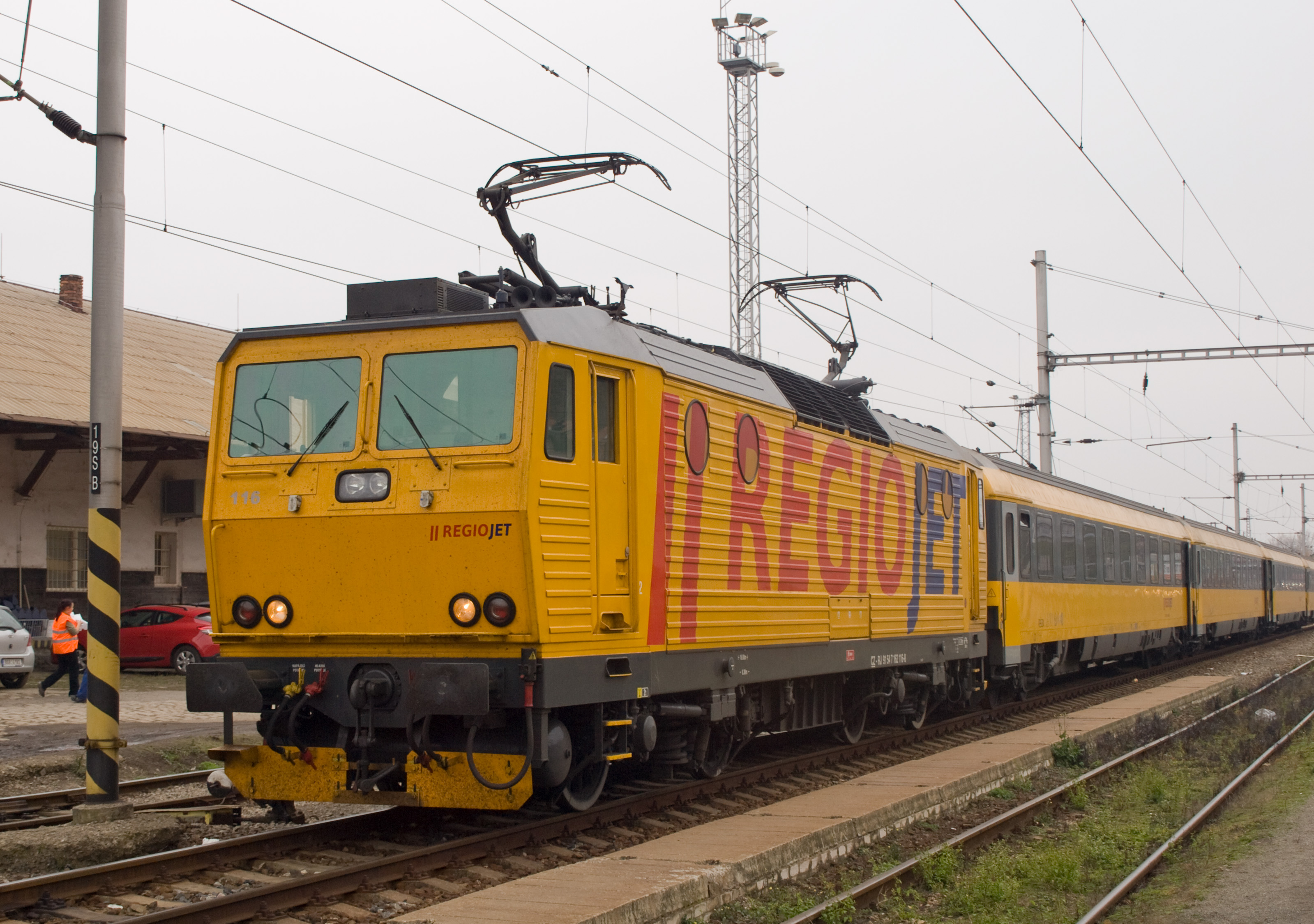
Locomotiva 163.116 RegioJet, già FNM E.630.005

Il 17 maggio 2010 il nuovo vettore cecoslovacco RegioJet ha annunciato di aver acquistato delle Ferrovie Nord Milano tutto il gruppo E.630. Dopo quasi quindici anni, quindi, il gruppo di locomotive ritorna nella sua terra d'origine.
Le nove locomotive già ČSD 163.112-120 e successivamente, dal 1995, E.630.001-009 delle Ferrovie Nord Milano dopo essere state acquistate nel 2010 dalla società privata ceca RegioJet sono state trasferite nella fabbrica ČMŽO di Přerov dove sono state sottoposte ad alcune modifiche per permetterne la circolazione nelle ferrovie della Repubblica Ceca; tra queste, il dispositivo di sicurezza della circolazione MIREL, il pannello di guida spostato da sinistra a destra e il cambio del rapporto di trasmissione per consentire l'innalzamento della velocità massima a 140 km/ora. Dal 26 settembre 2011 le nove macchine sono rientrate in servizio dopo essere state re-immatricolate come gruppo 162. Il loro servizio si svolge prevalentemente tra Praga, Ostrava e Havířov.

## Caratteristiche
Le locomotive E 499.3/163 sono in grado di raggiungere una velocità massima di 120 km/h e sviluppano la potenza di 3.060/3.480 kW. Hanno quattro assi, tutti motori, divisi su due carrelli. La lunghezza fra i respingenti è 16,8 m, l'altezza compresi i pantografi è di 4,64 m, mentre la larghezza è di 2,94 m. La loro massa è di 85 t, interamente aderente.

### Parte meccanica
Le locomotive sono del tutto uguali alle sorelle maggiori ES 499.1 per quanto riguarda la meccanica mentre differiscono per la parte elettronica di controllo e trazione.

### Parte elettrica
La corrente continua a 3.000 volt viene prelevata dal filo di contatto tramite due pantografi monobraccio ad azionamento pneumatico. Attraversa quindi il sezionatore di alimentazione, posto sul tetto, un sistema di filtraggio a solenoide e diodi di blocco e il dispositivo di messa a terra.
Il controllo di potenza è in grado di fornire una tensione variabile in continuità ai motori di trazione mediante il controllo di quattro chopper a due fasi, modello DELTA-A di produzione CKD, a tiristori e diodi montati su dispositivi di raffreddamento ad aria forzata. La modulazione di ampiezza dell'impulso si basa su tre frequenze 33 1/3 Hz, 100 Hz e 300 Hz. Due convertitori sono collegati in parallelo e due in serie per alimentare i motori di trazione.
La locomotiva è equipaggiata con quattro motori di trazione tipo 4542 AL FIR. L'eccitazione dei motori, a sei poli e con avvolgimento di compensazione, è indipendente. Gli avvolgimenti di eccitazione dei quattro motori di trazione, collegati in serie, sono alimentati da un convertitore di impulsi DELTA-A che lavora con frequenze multiple di 33 1/3 Hz fino alla frequenza di 600 Hz. Il raffreddamento dei motori viene realizzato mediante due ventilatori assiali che raffreddano anche i convertitori di trazione. I due motori di ciascun telaio sono collegati stabilmente in serie mentre i due gruppi motore risultanti sono collegati in parallelo tra loro. La configurazione dei motori di trazione della locomotiva è quindi permanentemente in serie-parallelo.
Gli apparecchi ausiliari di cui la locomotiva è dotata (tra cui i motori dei ventilatori e dei compressori) sono alimentati tramite convertitore UNIPULS 80A, composto da convertitori primari che riducono la tensione continua a 600 V e quattro convertitori secondari che la abbassano a 440 V.
L'impianto elettrico di bordo è a corrente continua a tensione di 48 v, alimentato da batterie alcaline ricaricate mediante caricabatterie elettronico statico che prende a sua volta alimentazione dal convertitore principale a 600 volt.
La locomotiva può essere utilizzata in modalità automatica o manuale (in caso di emergenza). È dotata di dispositivo elettronico antislittamento LSO, di protezione dalle sovracorrenti, protezione differenziale e contro le sovratensioni di linea indotte dai fulmini. Le apparecchiature di bordo integrano una diagnostica con output grafico, una diagnostica di funzionamento, un tachimetro elettronico registratore Metra Blansko. Un apparecchio radio e un sistema di controllo di sicurezza completano la dotazione di bordo.
La locomotiva è dotata di freni elettrici a dissipazione su resistenze poste in un box posto sul tetto della locomotiva; questo è raffreddato da quattro ventilatori assiali. La frenatura è attiva nell'intervallo 120–7 km/h (140–7 km/h nella serie modificata 162). Quando la velocità scende al di sotto del limite inferiore interviene automaticamente solo il freno pneumatico.

## Impianti di assegnazione
Inizialmente la prima serie di locomotive fu assegnata al deposito di Ústí nad Labem. Le serie successive furono dispiegate in tutta la Cecoslovacchia a Třebové, Olomouc, Košice, Praga e Ostrava. Dopo la divisione della Cecoslovacchia le locomotive vennero ripartite tra le due nuove amministrazioni ferroviarie ceca (ČD) e slovacca (ZSSK).
Nella Repubblica Ceca le locomotive le macchine sono state dispiegate a
- Česká Třebová (50 unità),
- Bohumín (6 unità) e
- Děčín (23 unità).

Altre 30 unità sono state assegnate alla società ČD Cargo e progressivamente ammodernate creando la nuova serie 363.501-530 in forza al deposito di České Budějovice.
Nella Repubblica Slovacca le locomotive 163 e 162 ZSSK sono dislocate nei depositi di:
- Košice
- Žilina